# G.U.Y.
"G.U.Y." (viết tắt của "Girl Under You", tiếng Việt: "Cô gái dưới anh") là một bài hát của ca sĩ kiêm nhạc sĩ người Mỹ Lady Gaga, được trích từ album phòng thu thứ ba của cô: Artpop (2013). Bài hát này được viết và sản xuất bởi Gaga và Zedd. Nó được phát hành trên đài phát thanh như đĩa đơn thứ ba của album vào ngày 28 tháng 3 năm 2014."G.U.Y." nói về chủ đề về nữ quyền mà Gaga muốn khám phá, khái niệm về sức mạnh trong khi đang phụ thuộc vào một người đàn ông. Nó được phát triển bởi Gaga khi cô đang trong chuyến lưu diễn toàn cầu: Born This Way Ball, và được thu âm một số lần cho phiên bản cuối cùng. Nó là một bài nhạc điện tử với một chút R&B. Lời nhạc của bài có nói về sự thống trị tình dục (submissism) và sự phân biệt giới tính. Đây cũng là bài hát đặc biệt khi nó gợi cho mọi người nhớ về kỷ nguyên The Fame của cô.

## Bối cảnh và thực hiện
Quá trình thực hiện album phòng thu thứ ba của Lady Gaga (Artpop) bắt đầu gần như ngay sau khi phát hành album phòng thu thứ hai của cô: Born This Way (2011), bản thu âm của album được thu vào năm sau. "G.U.Y." đã được xác nhận bởi Gaga trong một cuộc phỏng vấn với tạp chí Stylist khi Gaga đã được hỏi đến quan điểm của mình về nữ quyền. Cô nói rõ với người phỏng vấn Joanna McGarry rằng bài hát nói về nữ quyền mới ở độ tuổi mà Gaga muốn khám phá, nơi đang phụ thuộc vào một người đàn ông là việc chuyển giao sức mạnh.
Trên trang web dành cho fan của mình LittleMonster.com, Gaga đã khẳng định tên bài hát là G.U.Y.,viết tắt của "Girl Under You" (Cô gái ở bên dưới bạn). Cô cũng thừa nhận là Zedd tham gia vào quá trình thực hiện bài hát. Trước đây, Zedd đã hoàn thành bản phối lại cho đĩa đơn Marry the Night của cô cho album phối lại: Born This Way: The Remix.

## Ghi âm và vị trí trong album
Ban đầu, bản thu âm cho Artpop được thực hiện trong khi Gaga đang đi lưu diễn tour Born This Way Ball. Zedd đã không hài lòng với kết quả ban đầu của bản ghi âm và đề nghị Gaga làm lại toàn bộ quá trình. Ý tưởng của Gaga khi ghi âm các bài hát với Zedd là không giới hạn ý tưởng để tạo ra một hit trên radio, thay vì sáng tạo theo cách họ muốn. Zedd giải thích với tạp chí Rolling Stone rằng họ không cố gắng thực hiện một album nhạc điện tử cùng một lúc: "...Chúng tôi không cố gắng không để thực hiện một album nhạc điện tử, tôi đã làm rất nhiều thứ mà thực sự khác với những gì tôi thường làm. Có một bài hát bắt đầu từ những thứ cô ấy chỉ cho tôi, giống như 10 từ để mô tả một cảm xúc, và sau đó tôi đã phải làm điều đó thành âm nhạc. Đó là một cách rất tuyệt để tiếp cận âm nhạc..." 
Bài hát được ghi âm tại Record Plant Studios, Hollywood, California, bởi Dave Russell với sự hỗ trợ của Benjamin Ladder. Zedd đã làm bản phối lại ở Zedd. Giọng nói ở đầu bài được thực hiện bởi Sonja Durham. Ryan Shanahan và Jesse Taub cũng hộ trợ toàn bộ quá trình. "G.U.Y." có nhịp độ dance-pop với 110 nhịp mỗi phút. Bài viết ở giọng Đô trưởng.

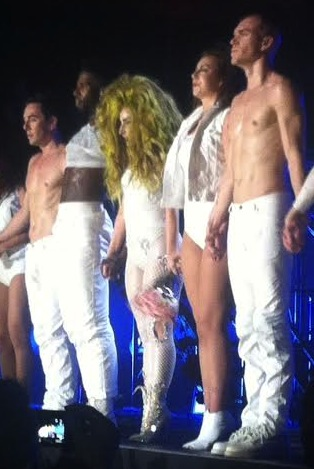
Lady Gaga và các vũ công biểu diễn G.U.Y. tại Roseland Ballroom (hình).

## Xếp hạng
Sau khi phát hành Artpop, bài hát đạt đến vị trí số 42 trên bảng xếp hạng âm nhạc Gaon của Hàn Quốc, bán ra được 3.362 bản. Nó phát hành ở các vị trí cao thứ hai trên bảng xếp hạng Billboard Hot 100 ở số 76 trong tuần kết thúc vào ngày 13 tháng 4, 2014. Hai tuần sau đó, bài hát đứng vị trí số 35 trên bảng xếp hạng Mainstream Top 40. Nó đứng vị trí số 34 ở Hot Dance Club Songs. "G.U.Y." cũng đứng vị trí số 92 tại Pháp, số 88 tại Úc và số 115 ở Vương quốc Anh.

## MV âm nhạc
Được quay tại lâu đài Hearst Castle, gần San Simeon, California. Trong đó có hồ bơi Neptune Pool, nơi quay các cảnh ngoài trời.
Vào tháng 2 năm 2013, Gaga đã được cho phép quay ở Hearst Castle, nơi gần ở San Simeon, California. MV được quay trong 3 ngày từ ngày 11–13 tháng 2, tại các địa điểm bao gồm cả khu vực rộng 84000 feet vuông ở sân thượng chính của lâu đài, Hồ bơi Neptune Pool and Hồ bơi kiểu La Mã Roman Pool. Các diễn viên từ kênh truyền hình BRAVO The Real Housewives của Beverly Hills (RHOBH) cũng được ghi lại trong cảnh quay.

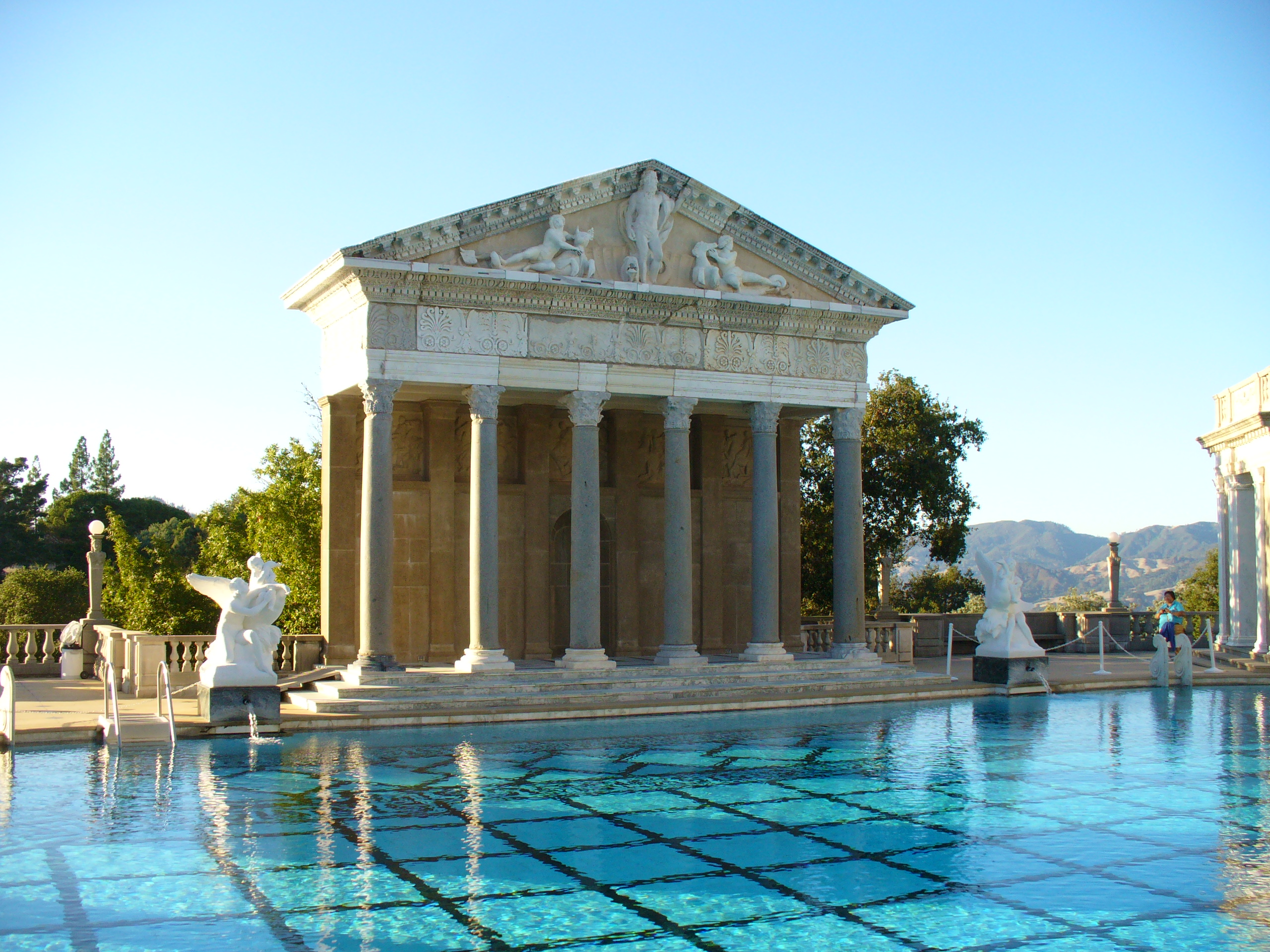
Lâu đài Hearst Castle, nơi ghi hình MV G.U.Y..

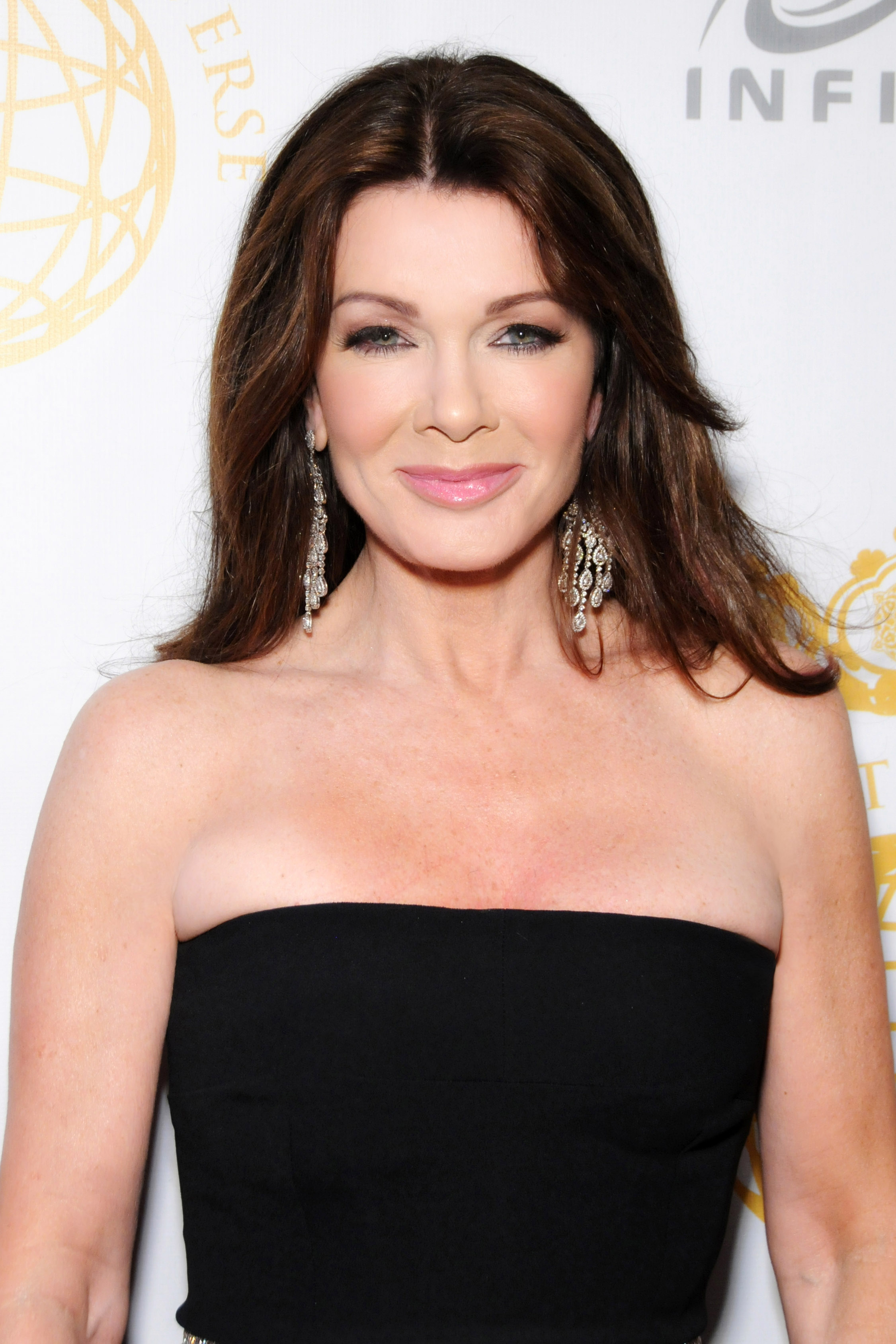
Lisa Vanderpump xuất hiện trong MV G.U.Y..

## Các bản phối lại
Trong ngày 21 tháng 4 năm 2014, Lady Gaga đã chính thức tung ra bốn bản remix (phối lại) của G.U.Y.. Các bản này đều có thể tải xuống trực tuyến.
1. "G.U.Y." (KDrew remix) – 4:43
2. "G.U.Y." (Rami Samir Afuni remix) – 4:22
3. "G.U.Y." (Wayne G Throwback Anthem) – 7:51
4. "G.U.Y." (Lovelife remix) – 3:12
5. "G.U.Y." (St. Lucia Remix) - 5:29

Các bản remix này đều có giai điệu cuốn hút và có âm hưởng riêng. Bản của Wayne G Throwback Anthem và KDrew mang màu sắc của âm nhạc thập niên 1990, remix của Lovelife thì lại tôn vinh giọng ca của Lady Gaga còn của Rami Samir Afuni thì lại tạo cảm giác thú vị với đàn gõ.